# 奥尔尼
奥尔尼（法語：Orny，法語發音：[ɔʁni] ⓘ）是瑞士西部法语区的沃州的一个市镇，属于莫尔日区管辖。奥尔尼的总面积为5.56平方公里。截至2010年底，总人口为367。